# Regeringen Paasikivi III
Regeringen Paasikivi III var Republiken Finlands 30:e regering. I regeringen ingick ursprungligen Socialdemokraterna, Demokratiska Förbundet för Finlands Folk, Agrarförbundet och Framstegspartiet. Statsminister Juho Kusti Paasikivi var medlem i Samlingspartiet men representerade inte sitt parti i regeringen utan regerade som opolitisk statsminister. I regeringen ingick även övriga opolitiska ministrar. Framstegspartiet lämnade regeringen i juli 1945 och ersattes som regeringsparti av Svenska folkpartiet. Ministären regerade från 17 april 1945 till 26 mars 1946.
Statsminister Paasikivi avgick den 9 mars 1946  för att efterträda president Mannerheim den 11 mars. Efter det fortsatte regeringen som expeditionsministär. Någon vice statsminister fanns inte på den tiden i Finland.
| Minister | Ämbetsperiod | Parti                                                                                         |
| --- | --- | --------------------------------------------------------------------------------------------- |
| Statsminister Juho Kusti Paasikivi                                                                              | 17 april 1945–9 mars 1946                                                                                              | opolitisk (Samlingspartiet)                                                                   |
| Minister i statsrådets kansli Mauno Pekkala Eero A. Wuori Eino Kilpi                                            | 27 april 1945–26 mars 1946 7 augusti 1945–29 september 1945 15 september 1945–26 mars 1946                             | Demokratiska Förbundet för Finlands Folk Socialdemokraterna                                   |
| Utrikesminister Carl Enckell                                                                                    | 17 april 1945–26 mars 1946                                                                                             | opolitisk                                                                                     |
| Minister i utrikesministeriet Reinhold Svento Åke Gartz                                                         | 17 april 1945–26 mars 1946 27 april 1945–26 mars 1946                                                                  | Demokratiska Förbundet för Finlands Folk opolitisk                                            |
| Justitieminister Urho Kekkonen                                                                                  | 17 april 1945–26 mars 1946                                                                                             | Agrarförbundet                                                                                |
| Inrikesminister Yrjö Leino                                                                                      | 17 april 1945–26 mars 1946                                                                                             | Demokratiska Förbundet för Finlands Folk                                                      |
| Minister i inrikesministeriet Eemil Luukka                                                                      | 17 april 1945–26 mars 1946                                                                                             | Agrarförbundet                                                                                |
| Försvarsminister Mauno Pekkala                                                                                  | 17 april 1945–26 mars 1946                                                                                             | Demokratiska Förbundet för Finlands Folk                                                      |
| Finansminister Sakari Tuomioja Ralf Törngren                                                                    | 17 april 1945–17 juli 1945 17 juli 1945–26 mars 1946                                                                   | Framstegspartiet Svenska folkpartiet                                                          |
| Minister i finansministeriet Onni Hiltunen                                                                      | 17 april 1945–26 mars 1946                                                                                             | Socialdemokraterna                                                                            |
| Undervisningsminister Johan Helo Eino Pekkala                                                                   | 17 april 1945–28 december 1945 28 december 1945–26 mars 1946                                                           | Demokratiska Förbundet för Finlands Folk                                                      |
| Jordbruksminister Kalle Jutila Vihtori Vesterinen                                                               | 17 april 1945–29 september 1945 9 november 1945–26 mars 1946                                                           | Agrarförbundet                                                                                |
| Minister i jordbruksministeriet Eemil Luukka                                                                    | 17 april 1945–26 mars 1946                                                                                             | Agrarförbundet                                                                                |
| Minister för kommunikationsväsendet och allmänna arbetena Eero A. Wuori Onni Peltonen                           | 17 april 1945–29 september 1945 9 november 1945–26 mars 1946                                                           | Socialdemokraterna                                                                            |
| Minister i ministeriet för kommunikationsväsendet och allmänna arbetena Yrjö Murto Kaarlo Hillilä Onni Hiltunen | 17 april 1945–26 mars 1946 22 november 1945–26 mars 1946 14 februari 1946–26 mars 1946                                 | Demokratiska Förbundet för Finlands Folk Agrarförbundet Socialdemokraterna                    |
| Handels- och industriminister Åke Gartz                                                                         | 17 april 1945–26 mars 1946                                                                                             | opolitisk                                                                                     |
| Minister i handels- och industriministeriet Uuno Takki                                                          | 15 juni 1945–26 mars 1946                                                                                              | Socialdemokraterna                                                                            |
| Socialminister Eino Kilpi                                                                                       | 17 april 1945–26 mars 1946                                                                                             | Socialdemokraterna                                                                            |
| Minister i socialministeriet Matti Janhunen Eero A. Wuori Kaarlo Hillilä Onni Hiltunen                          | 17 april 1945–26 mars 1946 27 april 1945–29 september 1945 22 november 1945–26 mars 1946 14 februari 1946–26 mars 1946 | Demokratiska Förbundet för Finlands Folk Socialdemokraterna Agrarförbundet Socialdemokraterna |
| Folkförsörjningsminister Kaarlo Hillilä                                                                         | 17 april 1945–26 mars 1946                                                                                             | Agrarförbundet                                                                                |
| Minister i folkförsörjningsministeriet Uuno Takki Eero A. Wuori Onni Hiltunen                                   | 17 april 1945–26 mars 1946 17 april 1945–29 september 1945 14 februari 1946–26 mars 1946                               | Socialdemokraterna                                                                            |

## Fotnoter
1. ↑  Uppgifter om ministern - Paasikivi, Juho Kusti Arkiverad 12 maj 2022 hämtat från the Wayback Machine.. Statsrådet.
2. ↑  30. Paasikivi III Arkiverad 12 maj 2022 hämtat från the Wayback Machine. Statsrådet. (finska)
3. ↑  Reinhold Svento Arkiverad 25 september 2012 hämtat från the Wayback Machine.. Riksdagen (finska)